# Mark Galeotti
Mark Galeotti és un escriptor i professor universitàri britànic especialitzat en el crim organitzat transnacional i assumptes de seguretat i política russos. És professor de la UCL School of Slavonic and East European Studies, del  Royal United Services Institute, i investigador de l'Institut de Relacions Internacionals de Praga. Va fundar la revista Global Crime i escriu en d'altres publicacions especialitzades i mitjans de comunicació generalistes com The Guardian. També ha publicat diversos llibres sobre aspectes històrics i d'actualitat de les polítiques de seguretat a Rússia, i dirigeix la seva pròpia consultora, Mayak INtelligence. Nascut al Regne Unit el 1965, va estudiar al Robinson College, de la Universitat de Cambridge, i a la London School of Economics and Political Science, on el 1992 finalitzà el seu doctorat sobre l'impacte de la guerra afganesa a l'URSS.

## Llibres
- Armies of the Russian-Ukrainian War, 2019. (London: Osprey)
- We Need to Talk About Putin, 2019. (London: Ebury)[4]
- Russian Political Warfare: moving beyond the hybrid, 2019. (London: Routledge)
- Kulikovo 1380: the battle that made Russia, 2019 (London: Osprey)
- The Vory: Russia’s super mafia, 2018 (London and New Haven: (Yale University Press).[5]
- The Modern Russian Army, 1992-2016, 2017. (London: Osprey)
- Hybrid War or Gibridnaya Voina? Getting Russia’s non-linear military challenge right, 2016. (Prague: Mayak)
- Spetsnaz: Russia’s special forces, 2015. (London: Osprey)
- Russia’s Chechen Wars, 2014. (London: Osprey)
- Russian Security and Paramilitary Forces since 1991, 2013. (London: Osprey)
- Paths of Wickedness and Crime: the underworlds of the Renaissance Italian city, 2012. (Nova York: Gonfalone)
- The Politics of Security in Modern Russia[edited], 2010. (London: Ashgate)[6]
- Organized Crime in History[edited], 2009. (London: Routledge)
- Global Crime Today: the changing face of organised crime[edited], 2005. (London: Routledge)[7]
- Criminal Russia: a sourcebook and coursebook on 150 years of crime, corruption & policing, 2003. (Keele, ORECRU, revised 4th edition)
- Russian and Post-Soviet Organized Crime [edited], 2002. (London, Ashgate)
- Putin's Russia [edited], 2002 (London, Jane's), co-edited with Ian Synge
- Gorbachev and his Revolution (Basingstoke, Macmillan, 1997), amb continguts republicats a People Who Made History: Mikhail Gorbachev (New York, Gale: 2003)
- Jane’s Sentinel: Russia (Coulsdon, Jane’s, 1997)
- Unstable Russia (Coulsdon, Jane’s, 1996)
- The Age of Anxiety. Security and Politics in Soviet and Post-Soviet Russia (Harlow, Longman Higher Academic, 1995)
- Afghanistan: the Soviet Union's last war (London, Frank Cass, 1995)[8]
- The Kremlin's Agenda (Coulsdon, Jane’s Information Group, 1995)